# Ђакомо Скоти
Ђакомо Скоти (итал. Giacomo Scotti; Савиано, Напуљ, 1. децембра 1928), италијанско-хрватски новинар, песник и преводилац.
Године 1947. доселио се у Хрватску, гдје је прво живио у Пули, а затим се сели у Ријеку.
Професионално се новинарством бави од 1948. године посветивши се књижевности и поезији. Објавио је више од стотину дјела написаних на италијанском и хрватском језику. Већина дјела му је преведена на 12 европских језика.
Члан је хрватског П. Е. Н.-а, Друштва хрватских књижевника и Италијанског савеза писаца.